# Psitacosi
La psitacosi és un malaltia infecciosa transmesa a l'ésser humà per guacamais, lloros, periquitos, cotorres i d'altres ocells que en són afectats. És causada per Chlamydia psittaci, una espècie de clamídia, un bacteri especialitzat que és sensible a alguns antibiòtics. Es caracteritza per símptomes generals (mal de cap, calfreds), febre i pneumonitis (pneumònia atípica). Les clamídies poden causar altres infeccions, com per exemple limfogranuloma veneri, infecció genital per clamídia, tracoma, uretritis i afeccions al bestiar.
Generalment els humans es contagien per mitjà de la inhalació de pols de material fecal sec provinent de les aus engarjolades, o bé per la manipulació d'aus infectades en escorxadors i sense una correcta higiene. No es coneixen casos de persones infectades per altres persones. La psitacosi és doncs un tipus de zoonosi, una malaltia parasitària que es transmet, en condicions naturals, dels animals vertebrats a l'home i viceversa.
En el cas de les aus, en estar infectades poden manifestar la malaltia amb secrecions oculars o nasals, diarrea, minva de la quantitat de menjar ingerit i aparença desgrenyada en general. El període d'incubació sol ser d'uns deu dies, però pot oscil·lar entre quatre dies i dues setmanes. Es diagnostica fàcilment amb una anàlisi de sang, o en animals també d'una mostra de material fecal. Tant en animals com en persones, la malaltia es cura amb antibiòtics. En cas de no ésser tractada, la psitacosi pot causar la mort dels ocells i eventualment de persones grans.
La psitacosi, junt amb l'àntrax i la tularèmia, és una de les malalties que semblen ésser més adequades en les armes biològiques dirigides contra l'home en una guerra bacteriològica.